# Allotinus felderi
Allotinus felderi är en fjärilsart som beskrevs av Semper 1889. Allotinus felderi ingår i släktet Allotinus och familjen juvelvingar. Inga underarter finns listade i Catalogue of Life.